# Bay, Somalia
Bay este o regiune administrativa (gobolka) in sudul Somaliei.

## Generalitati
Se invecineaza cu regiunile somaleze Bakool, Shabeellaha Hoose, Jubbada Dhexe si Gedo. Capitala regiunii Bay este Baidoa.